# Candy Kiss
『Candy Kiss』（キャンディ キス）は、Travis Japanの3枚目のシングル。2023年7月3日にアメリカ合衆国のキャピトル・レコード及び日本のユニバーサル ミュージック ジャパンより発売された。

## 概要
「Candy Kiss」は、Travis Japanの3枚目となるデジタルシングル。
振り付けは、BTSの振り付けやTravis Japanのデビュー曲「JUST DANCE!」なども手掛けたNicky Andersenが担当。「JUST DANCE!」はリモートで振付が行われたため今回がメンバーと初対面となったが、同年代ということもあり、和やかな雰囲気で進んだという。
ミュージックビデオの監督は、前作「Moving Pieces」に続きクリエイティブ集団・kidzfrmnowhereの創設者のYUANNが担当。

## チャート成績
オリコンでは2023年度最高初週DL数となる61,305DLを記録し、7月12日発表の「オリコン週間デジタルシングル（単曲）ランキング」で初登場1位を獲得、7月14日発表の「オリコン週間合算シングルランキング」で、4位を獲得した。
また、Billboard Japanでは初週46,077DL、ストリーミング3,985,321再生を記録し、7月12日発表の「Download Songs」チャートで1位、「JAPAN HOT 100」チャートで2位を獲得した。

## 収録曲
1. Candy Kiss
作詞・作曲：Edvard Erfjord・Koda・Sakima